# Léopold Double
Pour les articles homonymes, voir Double.
Joseph-Louis Léopold Double, né le 12 septembre 1812 à Paris , mort au château de Saint-Prix le 1er février 1881, est un collectionneur français.

## Famille
Fils du médecin François-Joseph Double (1776-1842) et d'Élisabeth Caroline Pelletier (1786-1844), fille du chimiste et pharmacien Bertrand Pelletier (1761-1797) et petite-fille du Maître chirurgien Joseph Sédillot (1700-1764).
Il épouse à 32 ans dans l'église de la Madeleine à Paris, le 4 janvier 1845, Eugénie Pauline Collin (1827-1900), 17 ans. Elle est l'arrière-petite-fille d'Anne Catherine Calixte des Essartz (1762-1788) et du docteur Jean-Baptiste Dumangin (1744-1826) qui s'illustre en soignant et autopsiant Louis XVII en juin 1795). Il est le frère de Jeanne Charlotte Mélanie Double (1810-1865) qui épouse en premières noces Athénodore Collin (1798-1849), l'oncle d'Eugénie Pauline Collin.
Par son épouse, il hérite du château des Vendôme à Saint-Prix dans la vallée de Montmorency qui appartenait au docteur Jean-Baptiste Dumangin.
Son fils, le baron Eugène-Joseph-Lucien Double (Paris, le 4 octobre 1846 - Paris, le 5 janvier 1895), est un célèbre bibliophile, bibliographe et historien.

## Biographie
Le baron Double fut d’abord élève de l’École polytechnique, puis officier d’artillerie où il avait été aide-de-camp du maréchal Soult. En 1846, il démissionna et employa ses loisirs et sa fortune à former une riche collection d’objets d’art et d’objets historiques, dont beaucoup se rapportaient à Marie-Antoinette, et qui, avec la collection Spitzer, fit l’admiration du monde artistique. Sa collection passa en grande partie, après sa mort subite, dans les mains d’Isaac de Camondo qui acquit de nombreux lots à l'occasion de la vente aux enchères de sa collection à Paris, par le ministère de Me Charles Pillet, commissaire-priseur, les 30, 31 mai et 1er juin 1881 et les trois jours suivants.
Son fils, Lucien Double, qui a donné, dans Une promenade à travers deux siècles et quatorze salons un aperçu des magnifiques collections de son père qui comptaient une douzaine au moins de salons de diverses époques, tous meublés dans les divers styles du temps, dont un salon du dix-huitième siècle qui n’avait de comparable que le salon des Singes, attribué à Watteau, à Chantilly. Il y avait le salon tout entier et parfaitement conservé qu’avait offert le comte d’Artois à la Duthé. Peu de temps avant sa mort, on lui en avait offert cinq millions qu’il avait refusés.

## Sources
- Jules Claretie , La Vie à Paris : 1881, 2e année, Paris, Victor Havard, p. 34-35.
- Répertoire des Travaux Historiques, vol. 2, Paris, Imprimerie Nationale, 1884, p. 3550.
- Ludovic de Magny, Le Nobiliaire universel, vol. 3, 2e série, Paris, Direction des archives de la noblesse, 1868, p. 4.